# 杜马
杜馬（羅馬化：Duma）是指具諮議及立法功能的俄國议会。「杜馬」一名源自俄語動詞「думать」（dumat），意解作「考慮」或「思考」。由俄羅斯帝國皇帝尼古拉二世於1906年創建的帝國杜馬為首個憲定杜馬，其後於1917年俄國革命中被推翻。而自1993年起，現今的俄羅斯聯邦則以國家杜馬為下議院。